# 鹿江比賣神社

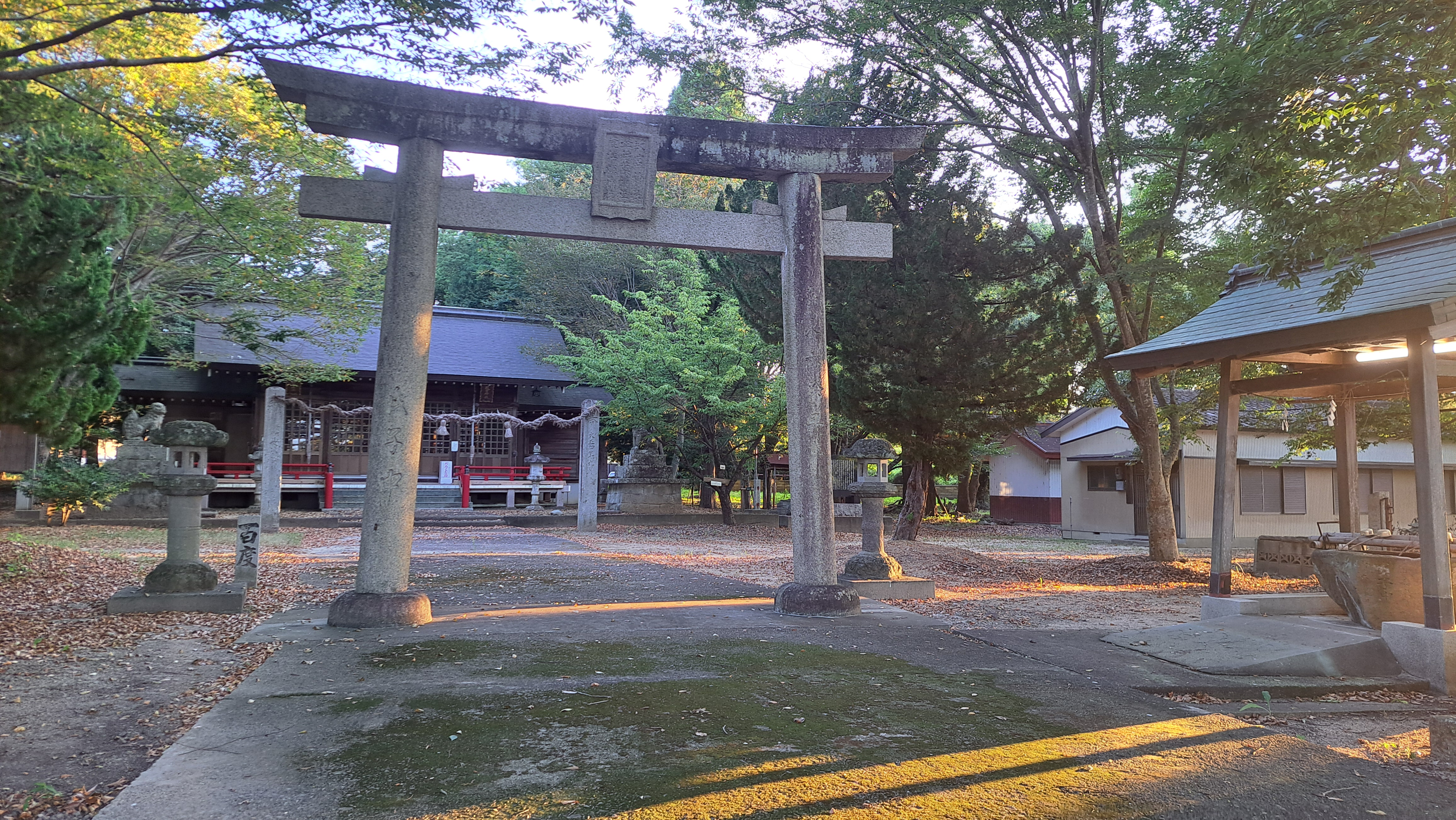
上板町神宅にある神社。

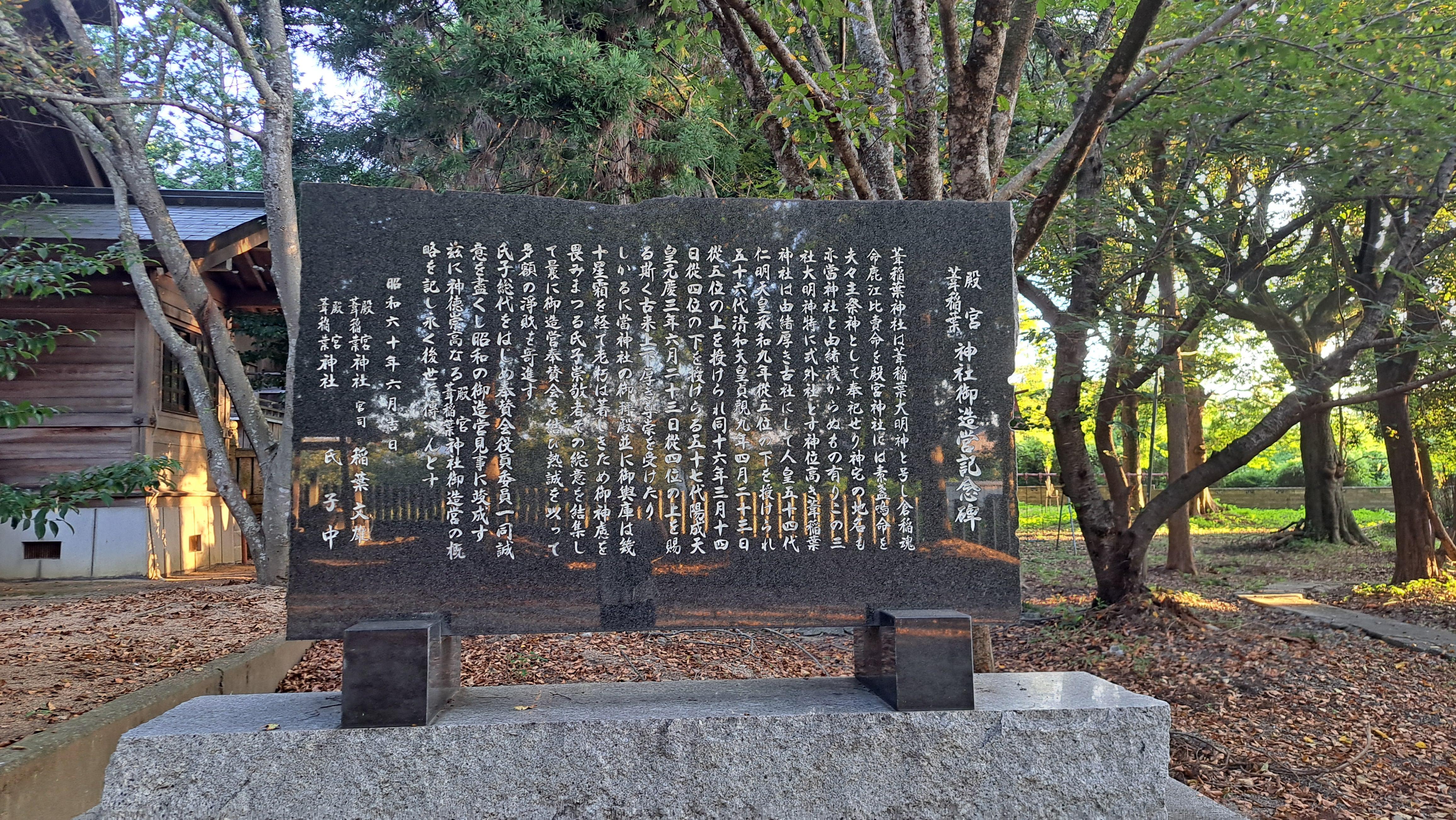
葦稲葉神社（鹿江比売神社）にある造営記念碑。

鹿江比賣神社（鹿江比売神社）（かえひめじんじゃ）は『延喜式神名帳』に記載される神社（式内社）。

## 概要
『延喜式神名帳』阿波国板野郡に小社（国幣小社）として掲載され、元慶7年（883年）9月5日には従五位上に叙された記録があるが（『日本三代実録』）、現在その論社として以下の2社が挙げられている。なお、祭神は鹿江比売神（命）と見られており、「かえひめ」の訓から草野姫（かやのひめ）と同神とされ（『古事記』には「鹿屋野比売神」、『日本書紀』には「草祖（くさのおや）草野姫」として現れる）、草の神とされているが、実際には大麻比古命の子・由布津主命の妹・千鹿江比売命であり、阿波忌部一族の神である。
- 徳島県板野郡上板町に鎮座する葦稲葉神社に合祀されている鹿江比売命
- 徳島県鳴門市に鎮座する大麻比古神社の境内にある小祠、鹿江比売神社